# 比恩羅德湖

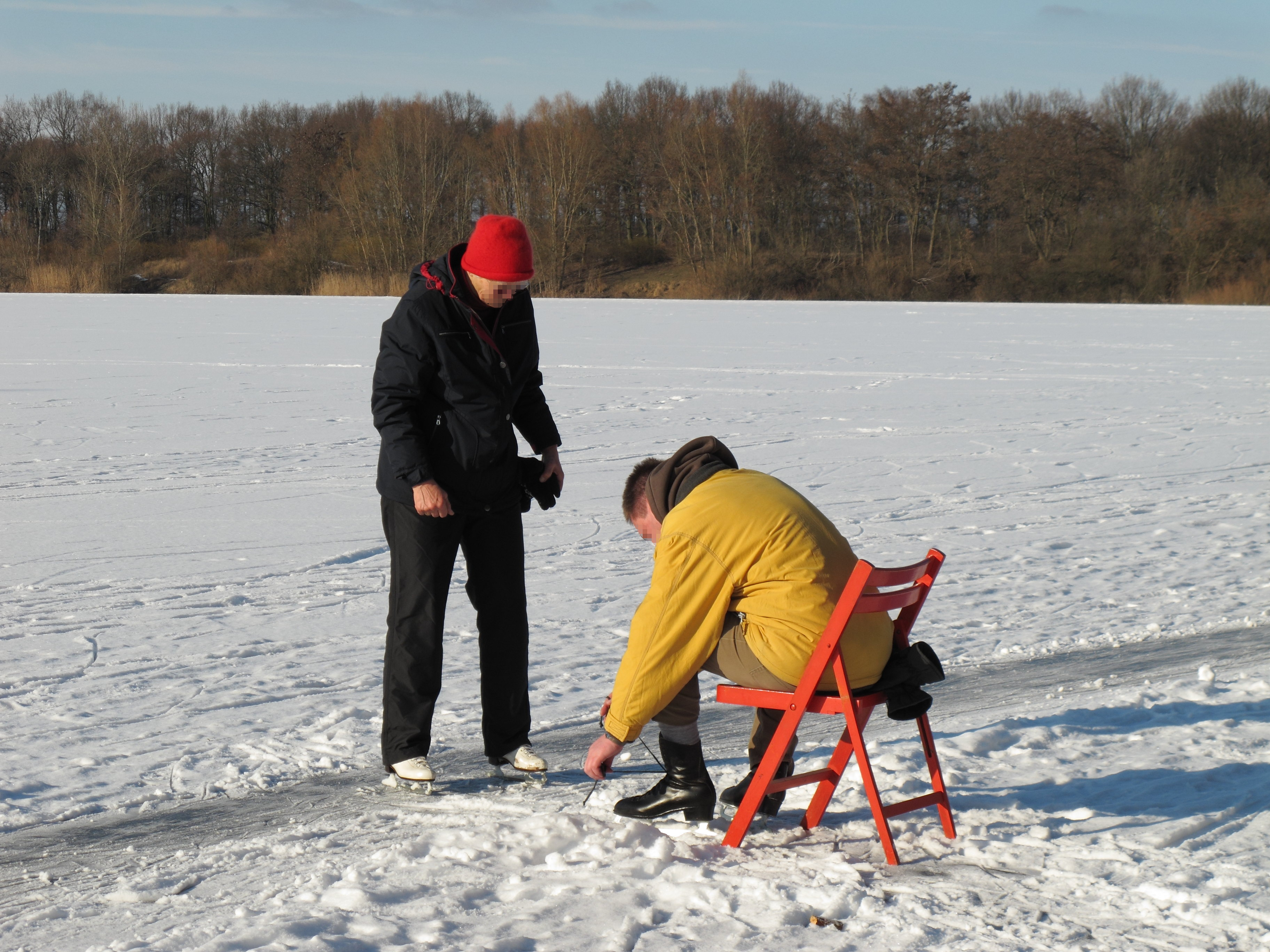

52°19′31″N 10°32′14″E / 52.325373°N 10.537326°E
比恩羅德湖（德語：Bienroder See），是德國的湖泊，位於該國西北部，由下薩克森州負責管轄，處於不倫瑞克北部，長0.5公里、寬0.5公里，面積0.11平方公里，海拔高度70米，湖岸線長度1.8公里。